# Hwange
Hwange (già Wankie fino al 1982) è un centro abitato dello Zimbabwe, situato nella Provincia del Matabeleland Settentrionale.